# Serra da Cabreira
A serra da Cabreira é uma elevação de Portugal Continental, com 1262 metros de altitude, no Alto do Talefe. Situa-se no Baixo Minho e no Baixo Barroso, onde faz fronteira com os concelhos de Montalegre, Vieira do Minho e Cabeceiras de Basto.
Nesta serra encontram-se a aldeia preservada de Agra e as nascentes dos rios Saltadouro e Ave.